# الاتونا
الاتونا (به لاتین: Alatona) یک منطقهٔ مسکونی در مالی است که در استان سگو واقع شده‌است.